# 天主教拉薩羅卡德納斯教區
天主教拉薩羅卡德納斯教區（拉丁語：Dioecesis Civitatis Lazari Cárdenas）是墨西哥一個羅馬天主教教區，為莫雷利亞總教區的附屬教區之一。
教區成立於1985年10月11日，位於米卻肯州南部、格雷羅州西北部。2006年有教友725,000人（佔轄區總人口90.1%）、廿三個堂區、四十三名司鐸。現任主教阿曼多·安東尼奧·奧爾蒂斯·阿吉雷（Armando António Ortíz Aguirre）。